# ساتورو یوشیدا
ساتورو یوشیدا (انگلیسی: Satoru Yoshida؛ زادهٔ ۱۸ دسامبر ۱۹۷۰) بازیکن فوتبال اهل ژاپن است.
از باشگاه‌هایی که در آن بازی کرده‌است می‌توان به باشگاه فوتبال یوکوهاما مارینوس اشاره کرد.